# Джон Допера
Джон (Ян) Допера (на английски: John Dopyera, на словашки: Ján Dopjera; 6 юни 1893 – 3 януари 1988) е американски изобретател и предприемач от словашки произход. Сред неговите изобретения са резонаторната китара и други важни за развитието на електрическите китари.

## Биография
Ян Допера е роден в голямо семейство от 10 деца в Страже (днес гр. Шащин Страже в Търнавски край, Словакия). Баща му Йозеф Допера работи миньор в Долна Крупа (сега в Търнавски край), където семейството се премества веднага след раждането на Ян. Неговият талант в музиката идва от баща му, който свири на цигулки, които сам е конструирал. Именно под ръководството на баща си Ян прави първата си цигулка още в ранна възраст.
През 1908 г. семейството на Допера, предчувствайки приближаването на голяма война в Европа, се преселва в САЩ. През 1920 г. Ян открива свой магазин в Лос Анджелис, където изготвя и ремонтира разни видове дървени струнни инструменти – цигулка, банджо и др. В този период Допера патентова няколко подобрения към банджо.
През 1925 г. Жорж Бошам, организатор на представления, моли Допера да създаде по-силна китара. Нужна му е китара, която да се чува по време на представление на оркестър. Допера разработва китара с 3 алуминиеви конуса (резонатора), намиращи се под моста, което прави тази китара да е много по-силно от обикновената акустична. Звукът на китарата става по-наситен и метален.
След това Ян, братята му Руди, Емил и други изобретатели основават компанията National String Instrument Corporation за производство и продажба на такива китари, които да се използват в кино и джаз клубове. Няколко години по-късно братята му напуснат компанията, за да открият нова, наречена Dobro Manufacturing Company. Самото име е игра на думи – първите му 2 букви отговарят на първите 2 букви от фамилното им име, а „bro“ – от английското „brothers“ (братя), като цялото означава „добър“ на словашки език. Слоган на компанията става: „Dobro значи добро на всеки език“.
През 1932 г., работейки с майстора Артом Стимсоном, Допера изобретява нов тип дизайн на китара, която по-късно става известна като първата в света електрическа испанска китара, изготвена по промишлен начин. Изобретява устройство за затягане на струните, предшественик на съвременните устройства от този вид.
Допера има патенти за редица изобретения, сред които и промяната на множество струнни инструменти, по-специално подобряване на банджо и цигулки, изобретяване на електрическите и други подобни.
Впоследствие братята на Ян се преместват в Чикаго, спечелват милиони състояние с музикалната компания Valco и други бизнеси. Ян решава да остане в Лос Анджелис, никога не става нито богат, нито известен. Остава известен в тесни кръгове като талантлив изобретател. Умира на 94-годишна възраст в Грантс Пас (щ. Орегон) през 1988 г., като регистрира през живота си около 40 патента.